# Ganggrab von Ettrup

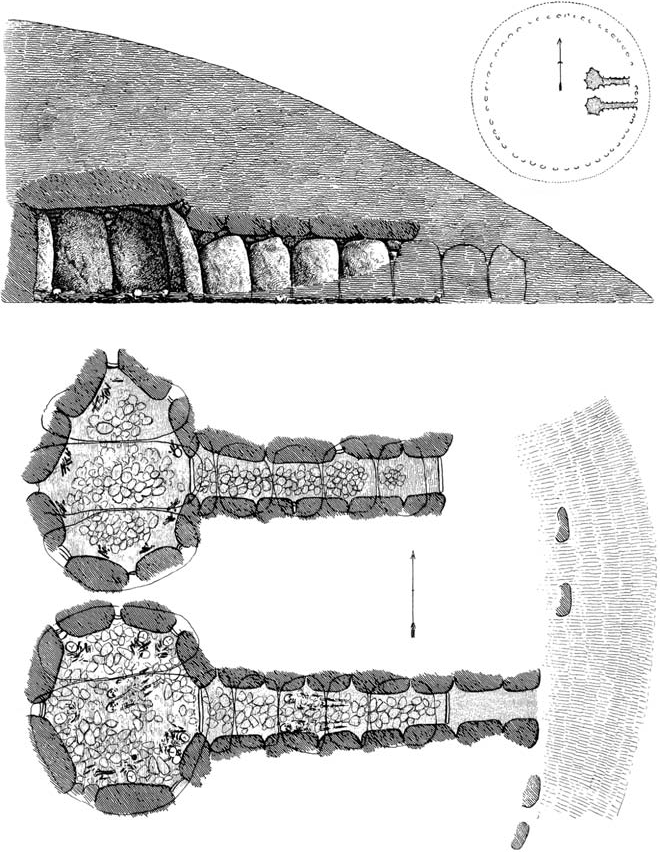
Grundriss und Querschnitt Doppelganggrab ohne gemeinsamen Trennstein; hier Snibhøj - A. P. Madsen

Das Ganggrab von Ettrup südlich von Fjelsø in Himmerland in Dänemark ist eines der selteneren (etwa 60) Doppelganggräber (dänisch: dobbelt- oder tvillingejættestue) aus der Jungsteinzeit (3500–2800 v. Chr.), die von den Trägern der Trichterbecherkultur (TBK) errichtet wurden.
Doppelganggräber kommen besonders auf Seeland und in Himmerland vor, sie stellen eine spezielle Variante der Ganggräber mit getrennten Kammern im gleichen Hügel dar. Das Ganggrab ist eine Bauform jungsteinzeitlicher Megalithanlagen, die aus einer Kammer und einem baulich abgesetzten, lateralen Gang besteht. Diese Form ist primär in Dänemark, Deutschland und Skandinavien sowie vereinzelt in Frankreich und den Niederlanden zu finden.
Das 1932 ausgegrabene Ganggrab ist ein gutes Beispiel für eine himmerländische „dobbeltjættestue“. Die Höhe in den beiden Kammern beträgt etwa 1,25 m. Die nördliche Kammer ist polygonal, mit einer Breite von 2,5 m. Sie besteht aus acht Trag- und vier Decksteinen. Der Gang ist 3,7 m lang, 0,6 m breit und 0,8 m hoch, mit vier Tragsteinpaaren und acht Decksteinen. Der innere Teil des Ganges (1 m) ist plattiert. Der Schwellenstein ist in situ. Die südliche Kammer ist polygonal, 1,60 m breit und besteht aus sechs Trag- und drei Decksteinen. Der Gang ist 3,25 m lang, 0,45 bis 0,65 m breit und einen Meter hoch, mit vier Tragsteinpaaren und sieben Decksteinen. Der Gang ist unvollständig gepflastert. Der Schwellenstein ist vorhanden. Um den Hügel steht ein Kranz aus etwa einen Meter hohen Randsteinen, in dem jedoch acht Steine im Westen fehlen.
Westlich liegt das Ganggrab von Fjelsø mit einer ebenfalls seltenen Nebenkammer.